# Félix Borja
Pour les articles homonymes, voir Borja.
Félix Alexander Borja Valencia, plus connu sous le nom de Félix Borja, né le 2 avril 1983 à San Lorenzo (en) (Équateur), est un footballeur équatorien. Il joue au poste d'attaquant avec l'équipe d'Équateur et le club du CF Puebla.

## Carrière

### En club
- jan. 2001-2006 : Club Deportivo El Nacional  Équateur
- 2006-2007 : Olympiakos  Grèce
- 2007-déc. 2010 : Mayence 05  Allemagne
- depuis déc. 2010 : CF Puebla  Mexique

### En équipe nationale
Borja participe à la coupe du monde 2006 avec l'équipe d'Équateur. Il compte 21 sélections en équipe nationale (3 buts) entre 2005 et 2008

## Palmarès
- Vainqueur du tournoi de clôture d'Équateur en 2005
- Meilleur buteur du tournoi de clôture d'Équateur en 2005